# Cédula de dois reais
As cédulas de dois reais (R$ 2,00) começaram a ser produzidas pela Casa da Moeda do Brasil a partir de 2001, com o intuito de facilitar o troco das cédulas então circulantes com valores intermediários.
Esta cédula, emitida exclusivamente na estampa A, tem algumas diferenças em relação ao padrão lançado em 1994, sendo que a principal delas é que a marca d'água tem uma Tartaruga Marinha e o número 2, que representa o valor da cédula.

## Principais características da cédula
- Dimensões: 140 x 65 mm.
- Cores predominantes: azul e cinza
- Efígie Simbólica da República, interpretada sob a forma de escultura.
- Figura de uma tartaruga-de-pente (Eretmochelys imbricata), uma das cinco espécies de tartarugas marinhas encontradas na costa brasileira.

## Novo modelo
Um novo modelo da nota de dois reais entrou em circulação em 29 de julho de 2013 (juntamente com a nota de 5 reais). Porém o modelo antigo continuará em vigor.